# 국립세종수목원
국립세종수목원은 산림청 주관으로 세종특별자치시 세종동 일원의 중앙녹지공간 내 65ha의 면적에 조성중인 수목원이다. 2017년 개원 예정이던 것이 사업이 지연, 2016년 착공, 2020년 5월 29일 준공하였고, 편의시설을 확충하여 2020년 10월 개장하였다. 주제별로 구성된 전시원에는 2,450종 약 110여 만 본의 식물이 심어져 있다.
사업 초기 국립중앙수목원에서 2017년 1월, 지금의 이름으로 바꾸었다. 초대 수목원장은 이유미이다.

## 기능과 역할
- 자생 및 해외 산림식물의 전시, 휴양 및 대중교육: 원예, 조경 중심으로 조성(한국 전통정원의 특성과 한국미를 브랜드화하여 국가 이미지 홍보자원으로 활용)
- 대한민국 산림문화, 녹화정책 등 산림역사와 정책 홍보
- 도시민에게 휴식공간 제공 및 지역학교 등과 연계한 교육·체험프로그램 운영
- 대도시 도시열섬화 및 온대중부 산림유전자원 관련 연구 활동

## 주요 시설
- 한국전통정원, 어린이정원, 민속식물원, 희귀특산식물원, 식물분류원, 사계절온실, 방문자센터, 연구동 등

## 추진 일정
- 2011년 3월: 예타심사대상사업 선정
- 2011년 5월: 예타 현장심사
- 2011년 11월: 예타 최종발표
- 2012년: 기본설계
- 2016년: 착공[3]
- 2020년 5월 29일: 수목원 준공[2][4]
- 2020년 10월 17일 개장[5][9]

## 갤러리

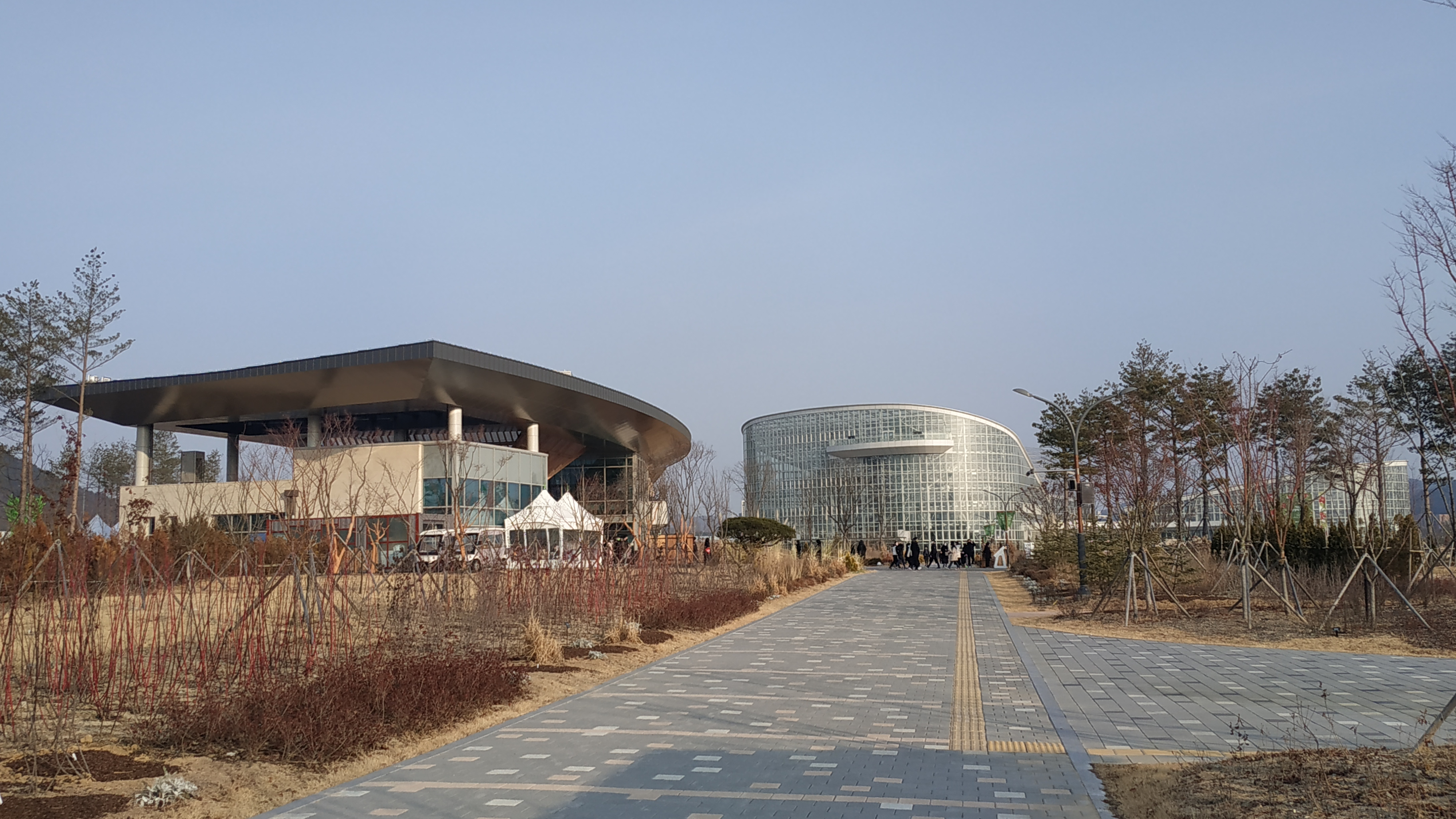
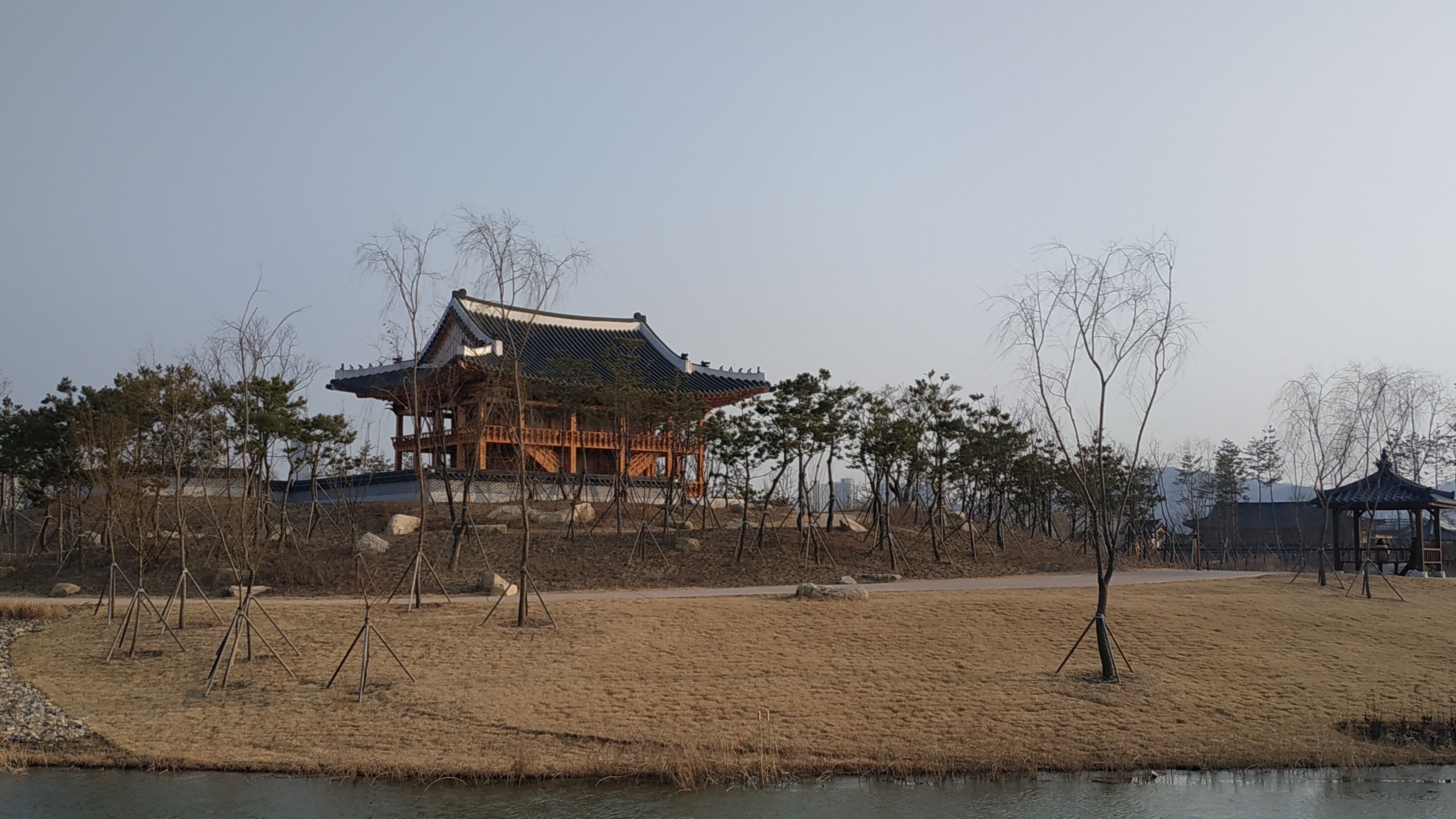
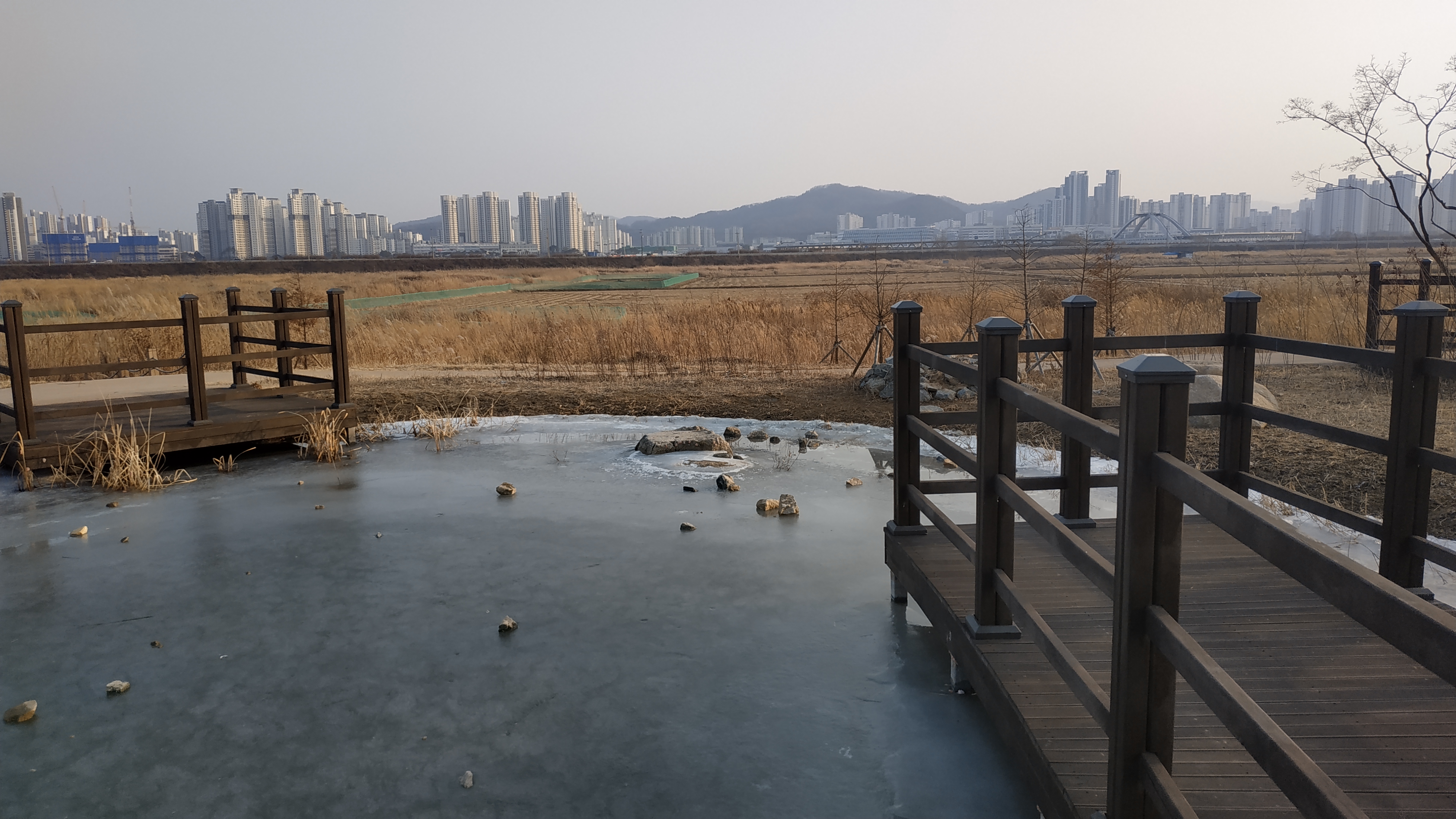